# カスリーン台風
カスリーン台風（カスリーンたいふう、昭和22年台風第9号、国際名：カスリーン/Kathleen）は、1947年（昭和22年）9月に日本に接近し、東海地方以北（特に関東地方や東北地方）に甚大な被害をもたらした台風。「カスリン台風」や「キャサリン台風」などとも呼ばれるが、日本語表記が錯綜していることが問題となり、約2年後の1949年（昭和24年）8月17日には、気象庁が台風の名前の日本語訳を決め、通達を出し、現在はカスリーン台風という呼び名に統一されている。
台風本体の勢力の割には降水量が多い「雨台風」の典型的な例とされている。

## 台風番号
当時、日本はアメリカ軍を主とする連合国軍の占領下にあり、台風の英名についても1947年（昭和22年）から1953年（昭和28年）5月まで、アメリカ合衆国と同様に、ABC順に女性の名前が付けられていた（日本ではこの他にアイオン台風、キティ台風、ジェーン台風が有名）。

以下は、1947年に発生した熱帯低気圧の英名の一覧である（英名が付けられなかった台風や熱帯低気圧は除く）。カスリーン台風の英名「KATHLEEN」の頭文字は「K」であるので、Aから数えると11番目となる。この11個の中には、アメリカ軍が英名を付けたにもかかわらず日本が台風と解析しなかった熱帯低気圧が5個含まれている。一方、カスリーン台風の前には、日本が台風と解析したにもかかわらずアメリカ軍が英名を付けなかった台風が3つ (台風4号・5号・6号が)存在する。よって、カスリーン台風を日本の台風番号で表すと、「11 - 5 + 3 = 9」で「台風9号」となる。なお、台風1号が「A」から始まる「アンナ（Anna）」、台風2号が「B」から始まる「バーネーダ（Berneda）であるが、この2つの台風は第43気象隊司令部覚書より先に発生していたため、日本で使われた最初の台風の英名は、台風3号の「キャロル（Carol）」である。
| 英名     | 読み         | 台風番号                  |
| -------- | ------------ | ------------------------- |
| Anna     | アンナ       | 台風1号                   |
| Berneda  | バーネーダ   | 台風2号                   |
| Carol    | キャロル     | 台風3号                   |
| Donna    | ドンナ       | [ 注 2 ]                  |
| Eileen   | アイリーン   | [ 注 2 ]                  |
| Faith    | フェイス     | [ 注 2 ]                  |
| Gwen     | グウェン     | 台風7号                   |
| Helena   | ヘレーナ     | [ 注 2 ]                  |
| Inez     | アイネーズ   | 台風8号                   |
| Joyce    | ジョイス     | [ 注 2 ]                  |
| Kathleen | カスリーン   | カスリーン台風（台風9号） |
| Laura    | ローラ       | 台風10号                  |
| Mildred  | ミルドレッド | 台風11号                  |
| Nanette  | ナネット     | 台風13号                  |
| Olive    | オリーブ     | 台風15号↑ ※               |
| Pauline  | パウリーン   | 台風14号↓                 |
| Rosalind | ロザリンド   | 台風15号 ※                |
| Alice    | アリス       | 台風16号                  |
| Beatrice | ベアトリス   | 台風17号                  |
| Cathy    | キャシー     | 台風18号                  |
| Dora     | ドラ         | 台風19号                  |
| Elnora   | エルノラ     | [ 注 2 ]                  |
| Flora    | フローラ     | 台風20号                  |
| Gladys   | グラディス   | 台風21号                  |
| Hannah   | ハンナ       | [ 注 2 ]                  |
| Irene    | アイリーン   | [ 注 2 ]                  |
| Jean     | ジーン       | [ 注 2 ]                  |

※ 台風15号には「Olive」と「Rosalind」の2つの英名が付いた。日本は1つの台風と解析したが、米軍は2つの台風と解析したからである。

## 規模および進路
| カスリーン台風の進路 |  | カスリーン台風の進路 |
| カスリーン台風の進路 |  |                      |

カスリーン台風にあたる熱帯低気圧は、1947年（昭和22年）9月8日にマリアナ諸島東方約1,000kmの海上で発生し、発達しながら西寄りに進んだ。9月11日、マリアナ諸島西方500kmにおいて中心気圧994hPa（当時の単位で994mb）の台風を米軍気象観測隊が確認し、カスリーン台風と命名された。9月12日に沖ノ鳥島付近で向きを北に変え、9月13日には硫黄島西方550kmに達し、本州南海上の温暖前線を刺激することとなり、各地で本格的な雨となった。さらに9月14日3時には台風は鳥島の西南西420kmに達して中心気圧960hPaと最盛期となり、本州の前線は関東地方の内陸部に停滞して雨が強まった。
9月15日午前6時頃には浜松市の南方170kmの遠州灘沖合に達した。その後、同日午後8時から9時にかけて房総半島南端の館山市から勝浦市付近を通過し、9月16日午前3時には銚子市の東方約100kmの海上に去った。

## 被害状況

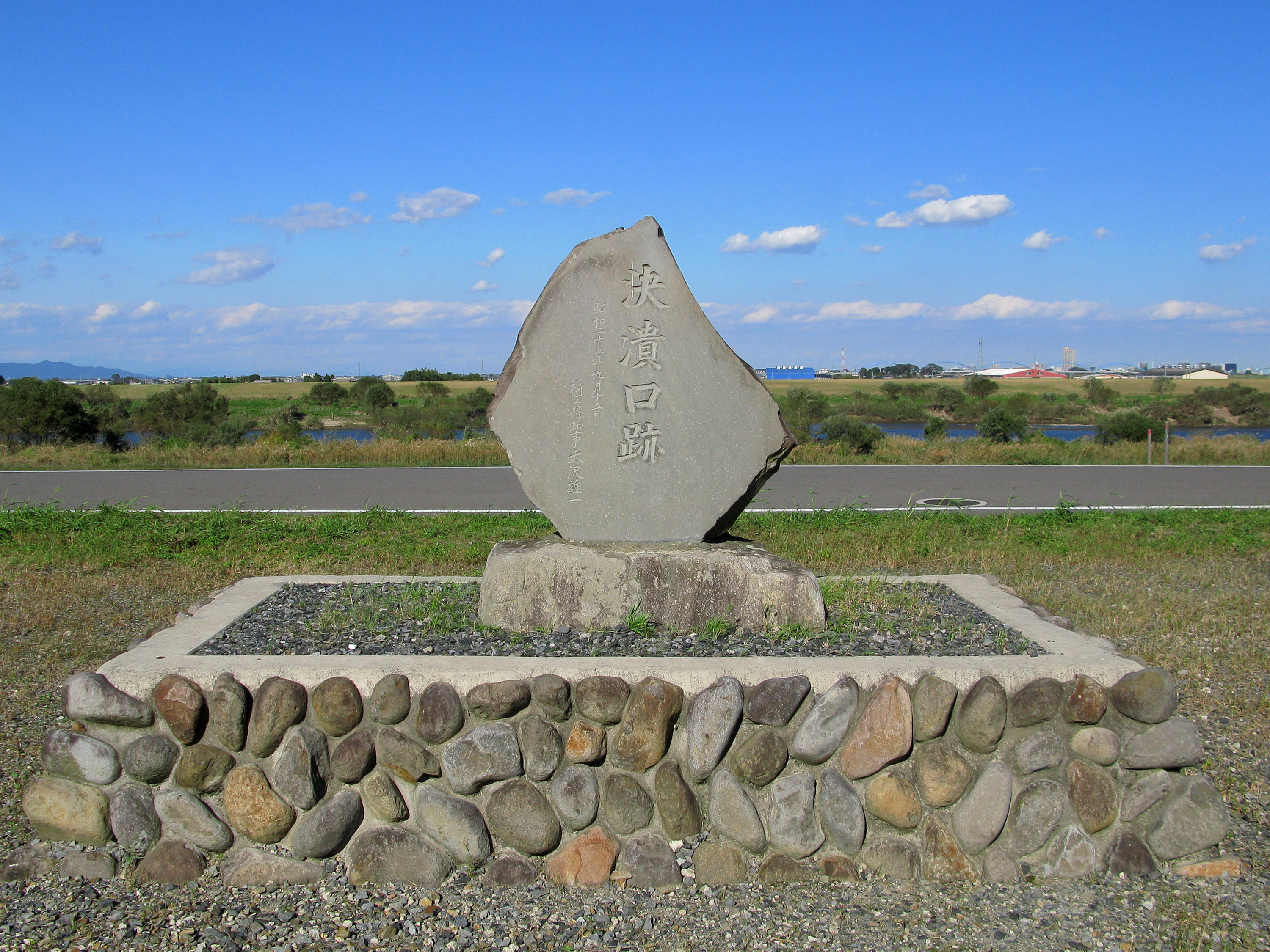
利根川堤防決壊碑

この台風による死者は1,077人、行方不明者は853人、負傷者は1,547人となった（理科年表）。その他、住家損壊9,298棟、浸水384,743棟（理科年表）、耕地流失埋没12,927haなど、戦後間もない関東地方を中心に甚大な被害をもたらした。
9月13日から15日にかけての3日間の主な降水量は、秩父で611mm（13日11時20分 - 15日20時40分）、群馬県三ノ倉で415mm、万場で410mm、前橋で393mm、栃木県中宮祠で470mm、塩原で516mm、足尾で385mmとなった。
群馬県では9月15日午後に入って赤城山西麓で大量の土石流が発生し、赤城白川を降った土石流により富士見村（現前橋市）原之郷及び原東地区で死者54名を出した。また沼尾川流域でも死者行方不明者は83人を出した。午後2時頃には赤城山南麓で2メートルを超える山津波が発生して大胡町で72人が犠牲になった。伊勢崎市では午後4時頃に広瀬川堤防が決壊し、午後6時頃には粕川が破堤し、さらに利根川からの越水が各地に広がり死者40人を出した。桐生市では同じく、午後6時頃に渡良瀬川が赤岩地先（現在の桐生市元宿町付近）で300mに渡って決壊し、桐生市街地に壊滅的な浸水被害をもたらし、死者146人を出した。また午後11時半頃には渡良瀬川堤防が海老瀬村（現板倉町）で決壊し、死者4人を出し、全戸の約7割が浸水した。
栃木県でも岩井山（足利市）付近で渡良瀬川左岸堤防が決壊し、足利市の東部地区が水没し、286人の死者を出した。
9月16日午前0時20分頃に発生した利根川右岸の東村堤防の決壊による氾濫流は、埼玉県と東京都との境にある大場川の桜堤を破堤させ、さらに中川右岸も決壊させ、東京都の葛飾区、江戸川区、足立区にまで達した。
山梨県内では笛吹川や富士川で洪水が発生し、死者13人を出し、道路や橋が被災した。
福島県では阿武隈川で洪水が発生し、死者・行方不明者38人、流失全半壊家屋209戸、床上床下浸水33,470戸の被害が出た。
岩手県では北上川で破堤、決壊、越水などによる氾濫が発生するなど県内各地で浸水被害が発生し、130人の死者を出している（特に一関市の死者は100人に達した）。

## 埼玉県・東京都の大洪水

### 利根川と荒川の破堤

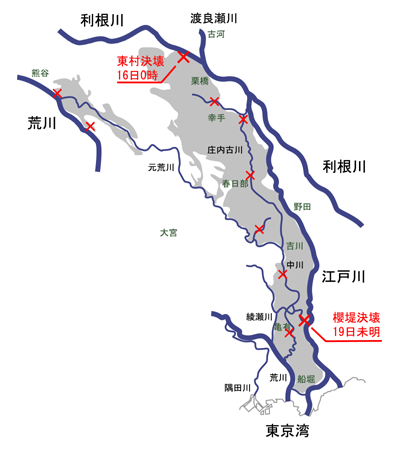
洪水の範囲と主な決壊個所（関東地方）

カスリーン台風による首都周辺の大洪水の発端となったのは、埼玉県北埼玉郡東村（現在の埼玉県加須市［大利根地域・北東部］）で9月16日午前0時20分頃に発生した利根川堤防の破堤である。

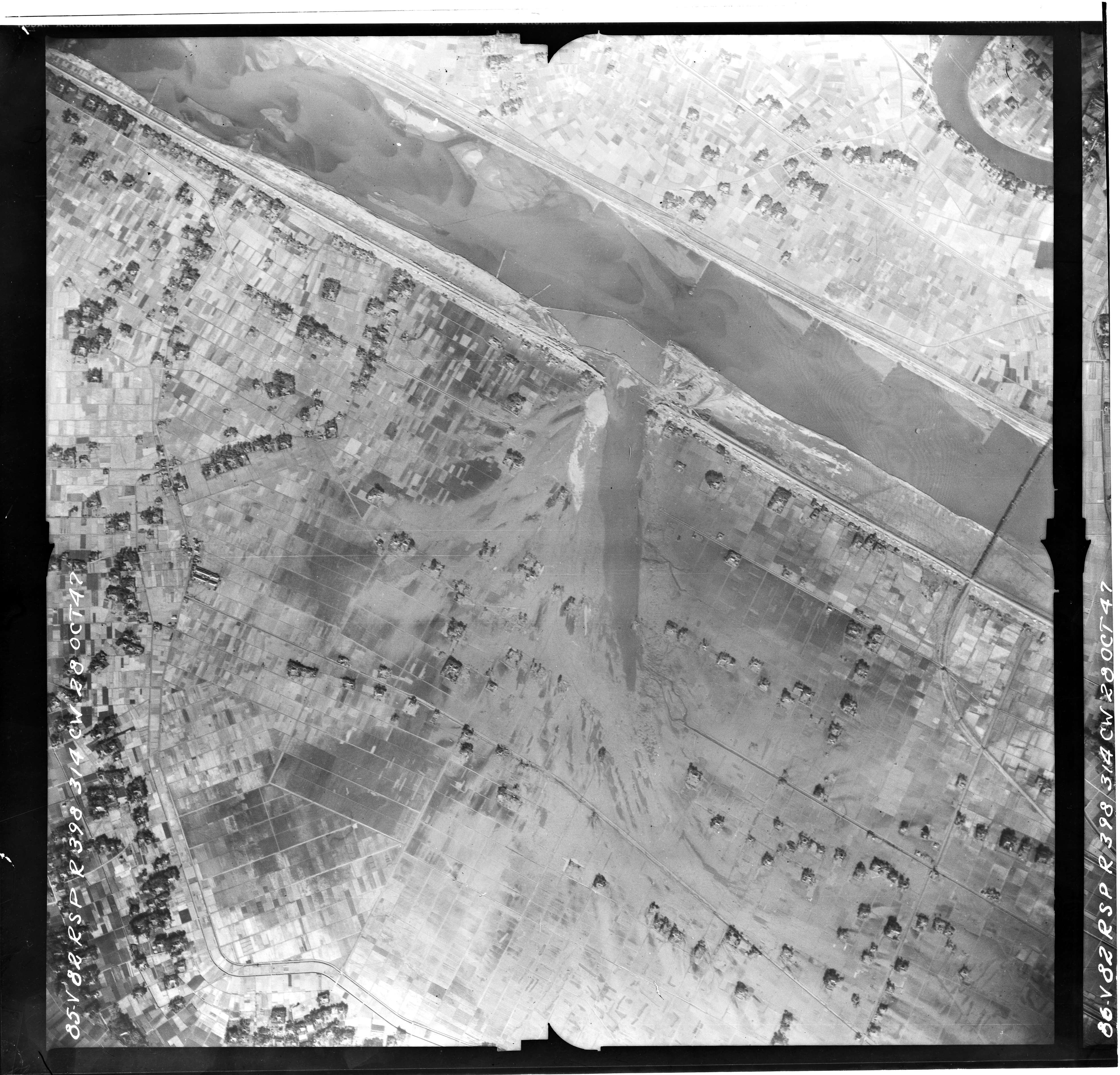
米軍によって撮影されたカスリーン台風被災から1ヶ月後の利根川堤防決壊現場

この場所は江戸時代に人工的に開削された新川通と呼ばれる直線河道であり、「明治43年の大水害」の時には破堤しなかったため、比較的楽観視されていた場所であった。

しかし実際には上流の遊水地帯が開発によって消滅しているなど、「明治43年の大洪水」当時とは状況が変化しており、利根川の水は全て新川通に集中することになった。新川通の決壊地先は、堤防上が道路として使用されていて補強工事が遅れており、それに加え、下流の栗橋付近には鉄橋があり、そこに漂流物が引っかかって水位を1m程度堰上げていたほか、渡良瀬川との合流点もあるため、増水時には水の流れが悪くなるという構造的な問題を抱えていた。

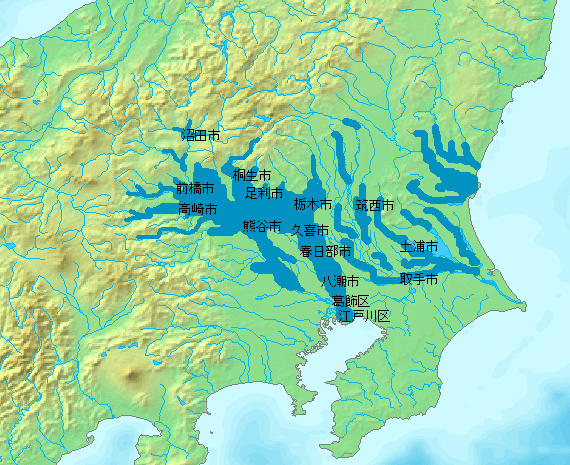
カスリーン台風の浸水図

9月15日午前0時20分頃、栗橋上流約4㎞地点の東村（当時）大字新川通地先で340mにわたり利根川が決壊した。午前1時30分頃には、東村、元和村、原道村の3村が水没し、この地域では死者10人、負傷者650人を出した。 午前4時から5時にかけて洪水は栗橋駅から東武線沿いに南進し、午後5時ごろに北葛飾郡栗橋町（現在の久喜市［栗橋区域・北部］）のほぼ全域が水没した（栗橋町では死者16人、流失・半全壊家屋316戸）。 
午前8時半頃には行幸村と桜田村（鷲宮町）が満水となり、権現堂川と庄内古川（中川）の合流点である吉田村（幸手市）大字上宇和田で左岸堤防が80メートル、右岸堤防が40メートル破堤した。 
| 旧東村（現・加須市）におけるカスリーン台風の被害（利根川右岸堤防決壊地点） |  | 旧東村（現・加須市）におけるカスリーン台風の被害（利根川右岸堤防決壊地点） |
| 旧東村（現・加須市）におけるカスリーン台風の被害（利根川右岸堤防決壊地点） |  |                                                                            |

一方、荒川では、15日午後6時35分頃に埼玉県田間宮村（現在の鴻巣市）大字大間地先の荒川堤防が約65メートルにわたり決壊。さらに午後7時半頃には熊谷市大字久下字久下新田地先の2か所の荒川堤防が約100メートルにわたって決壊した。
17日の午前2時頃には利根川からの氾濫流と荒川の氾濫流が、南埼玉郡春日部町（現在の春日部市）付近で合流した。
東京都北端の葛飾区水元小合新町の大場川堤（桜堤）では、9月17日未明から浸水が始まり、18日午後には氾濫流が到達した。

### 足立区・葛飾区・江戸川区への被害拡大
桜堤に氾濫流が到達した後、氾濫は一時的に停滞したが、上流の水位上昇は続いた。
地元水防団からの要望もあり、氾濫流を都県境で食い止めるため、東京都は桜堤上流の江戸川右岸堤を開削して江戸川に放流することとし、18日19時に内務省に堤防開削の許可を求めた。これに対して内務省国土局長は対岸の千葉県の許可を得ることを条件に開削を許可し、葛飾橋上流100ｍの地点での開削作業が開始されたが、同地点の江戸川堤防は高さ5メートル、基底部の幅50メートルと大きく人力での開削は困難であった。そこで、東京都知事安井誠一郎は内務省国土局河川課および埼玉県知事西村実造、千葉県知事川口為之助らと協議の上、隣の江戸川右岸堤を爆破して江戸川に水を逃がす事を決定。深夜にGHQへ堤防の爆破作業を依頼した。
米軍工兵隊が現場に急行するが、思いのほか堤防は頑強で爆破は失敗してしまう。そうしているうちに、19日午前一時頃「櫻堤」が金町六丁目付近で崩壊（内閣府の報告書では午前2時20分頃としている）。この決壊で濁流が葛飾区水元や江戸川区小岩町に流れ込んだ。
19日午後3時過ぎ、ようやく葛飾橋上流約300m地点で江戸川堤防の爆破に成功。これにより都下の浸水を減少させることができた。桜堤を決壊させた氾濫流は、21日5時頃に江戸川区船堀の新川堤防に到達したところで停止した。
| 小岩町におけるカスリーン台風の被害。画像右は総武線で、高架（当時は盛土方式）上にまで洪水が押し寄せた。 |  | 小岩町におけるカスリーン台風の被害。画像右は総武線で、高架（当時は盛土方式）上にまで洪水が押し寄せた。 |
| 小岩町におけるカスリーン台風の被害。画像右は総武線で、高架（当時は盛土方式）上にまで洪水が押し寄せた。 |  | |

一方、18日15時には南埼玉郡八條村（現在の八潮市）で中川右岸堤防が決壊し、一部は葛西用水を経由して足立区に及んだ。
さらに20日午前3時15分頃には中川橋南の中川右岸堤防でも決壊が発生し、5時までに亀有が氾濫流で浸水した。
足立区の東半分、葛飾区の全域などが浸水した。

## 被災地での動き

カスリーン公園のモニュメント

- 1947年9月21日、昭和天皇が「現地の人々に迷惑をかけてはならぬ」との意向を示す中、お忍びで埼玉県下の被災地を現地視察を実施。天皇が被災地を直接訪問し、住民への激励を行う契機となった[17]。
- カスリーン台風のほぼ1年後となる1948年（昭和23年）9月、アイオン台風が襲来。カスリーン台風でも大きな被害を受けた一関市を中心に、岩手県では700名を超える死者・行方不明者を出した。そのため、一関市周辺ではアイオン台風はカスリーン台風とともに人々の記憶に深く刻まれることとなった。
- 東京都葛飾区・江戸川区はカスリーン台風の2年後の1949年（昭和24年）8月、キティ台風でも洪水被害に遭った。
- 1947年9月16日に利根川の堤防が決壊した箇所は、カスリーン公園（埼玉県加須市新川通地先）となっており、決潰口跡の碑などが設置されている[18]。カスリーン公園では毎年9月16日に「治水の日」式典が開催されている[18]。カスリーン公園の近くにはカスリーン台風実績浸水深の標識電柱がある[18]。被害にあった埼玉県内の市町村では他にも市街地の電柱に赤線や青線で当時の浸水深を表示することで被害の大きさを今に伝えている。
- 群馬県前橋市大胡町の荒砥川沿いには1949年（昭和24年）に「昭和水難観音」が建てられた[19]。

## 治水対策への影響
利根川では1938年（昭和13年）に「利根川増補計画」が立てられていたが、太平洋戦争の勃発によりほとんど進捗しないままとなっていた。そのため1949年（昭和24年）に「利根川改訂改修計画」が策定され、中流部で川幅を拡張する「五大引堤」や、渡良瀬川や鬼怒川と利根川本川との合流点に遊水地を設ける大規模工事が実施された。また、利根川上流部では治水機能と利水機能を融合させたダム群が建設された（利根川上流ダム群）。
2017年、国土交通省と関東6都県にある被災49市区町は、カスリーン台風による被害や治水の重要性を伝えるリレー展示やシンポジウムなどを実施した。